# Seymour Arm
Seymour Arm est une communauté située dans la province de la Colombie-Britannique, dans le sud-est.